# Hugues l'Abbé (fils de Conrad)
 (août 2022).
Pour les articles homonymes, voir Hugues l'Abbé et Hugues.
Hugues dit l'Abbé, mort le 12 mai 886 à Orléans, est issu de la famille des Welf, aussi influente en Francie qu'Outre-Rhin, qui détint un temps le contrôle de l'héritage robertien.
Il est le fils de Conrad Ier de Bourgogne, un Welf, et d'Adélaïde, fille de Hugues d'Alsace († 837) : par son frère Conrad II de Bourgogne, il est l’oncle du roi Rodolphe Ier de Bourgogne ; par sa tante Judith de Bavière, il est le neveu par alliance de l'empereur d'Occident Louis le Pieux et le cousin de son fils l'empereur Charles le Chauve ; par sa tante Emma de Bavière, il est le neveu par alliance de Louis II le Germanique.
Il fut marquis de Neustrie, comte de Tours, d'Angers et d'Auxerre.
Abbé de Saint-Germain d'Auxerre, de Saint-Julien d'Auxerre, de Saint-Aignan d'Orléans, de Saint-Riquier, de Saint-Bertin et de Saint-Martin de Tours, de Saint-Vaast d'Arras et de Sainte-Colombe de Saint-Denis-lès-Sens, il est élu archevêque de Cologne en 864.

## Biographie
Après la mort de Robert le Fort, pendant la minorité des fils de celui-ci, il se vit attribuer leur tutelle, ainsi que la marche de Neustrie. On ne connaît pas la parenté exacte de Hugues l'Abbé avec Robert le Fort et l'on a longtemps pensé que sa mère Adélaïde s'était remariée à Robert le Fort. Mais des études récentes laissent penser que la femme de Robert le Fort était plutôt Emma, une fille de Conrad et d'Adélaïde, donc une sœur d'Hugues l'Abbé.
Son père était comte de Paris, son oncle comte-évêque de Saint-Riquier, sa tante n'était autre que la célèbre impératrice Judith, seconde épouse de Louis le Pieux, il était donc cousin germain de Charles le Chauve.
Cadet de famille noble, il est fait clerc et en 853 reçoit l'abbaye de Saint-Germain d'Auxerre. Toutefois il n'est pas abbé laïc, c'est-à-dire simple « protecteur » d'un monastère, mais véritablement homme d'église, encore qu'il fut difficile de distinguer alors les comtes des prélats et des grands abbés. Ainsi 853 est aussi l'année où il est mandaté comme missus impérial à Auxerre. Hugues était un serviteur loyal. On discerne en lui dès cette époque la tendance de l'église à soutenir les Carolingiens contre les fédéraux[précision nécessaire]. Lors de la révolte de 858, il accueille Charles le Chauve en Bourgogne. Il est alors l'adversaire déterminé de Robert le Fort, et également abbé de Saint-Riquier jusqu'en 861 et de Saint-Bertin vers 859/862.
Quand Robert le Fort rentre en grâce, Hugues l'Abbé est dépouillé de ses « honneurs ecclésiastiques » et s'exile en Lotharingie. Il soutient Lothaire et ses fils vers 861/865, et est élu archevêque de Cologne en 864. 
Lorsque Robert le Fort est tué en 866, Charles le Chauve le rappelle[réf. souhaitée] et Hugues l'Abbé revint en Francie. Il est nommé marquis de Neustrie et comte de Tours et d'Angers, ; il reçoit probablement aussi le titre de comte Auxerre dans le même temps. Il est nommé dans la vie de saint Germain comme l'un des fils de Chuonradus princeps qui ont continué à soutenir l'église Saint-Germain d'Auxerre après la mort de leur père. Il semble qu'il reçoive au moins une partie des bénéfices ecclésiastiques de Robert le Fort car on retrouve Hugues abbé de Saint-Martin de Tours en 866, de Saint-Vaast d'Arras vers 874, de Saint-Aignan d'Orléans avant 876, de Saint-Julien d'Auxerre en 877, de Marmoutier[réf. souhaitée]. Il aurait aussi reçu le commandement militaire entre Seine et Loire[réf. souhaitée].
Eudes et Robert, fils de Robert le Fort, ne conservent que de maigres biens en Beauce et en Touraine. Hugues l'Abbé est chargé de leur tutelle pendant leur minorité. Il les prend sous sa protection, encore qu'il eût été l'ennemi de leur père. Sa générosité de cœur apparaît ici : il fait la fortune des deux orphelins.[réf. souhaitée]
Le 15 octobre 879, Boson, beau-frère de Charles le Chauve, comte de Troyes, duc de Provence, comte de Mâcon, comte de Chalon et de Vienne, est élu roi de Provence quasiment par surprise. C'était la première fois qu'un étranger aux Carolingiens ceignait une couronne. Il fut aisé à Hugues l'Abbé de réconcilier les Carolingiens pour évincer l'usurpateur.
Il est nommé chapelain de la chapelle impériale vers 880 et succède à son cousin comme abbé de Sainte-Colombe de Saint-Denis-lès-Sens en 882,.
En 885-886, il participe à la défense de Paris lors du siège contre les Vikings et à la défense d'Orléans où il meurt le 12 mai 886.

## Famille
Il est le fils de Conrad Ier de Bourgogne dit l'Ancien († 22 mars entre 862 et 866), ; et d'Adélaïde de Tours, fille de Hugues de Tours († 837) et de sa femme Ava.
Ses parents ont quatre fils connus et peut-être une, ou deux, fille/s :
- Welf († av. 876), graf im Linzgau vers 842/850, graf im Alpgau vers 852/858. Il se marie (nom de sa femme est inconnu) et a, présumément avec sa femme, (deux ?) enfants[2] :
  - Conrad ?, graf im Linzgau,
  - Eticho († apr. 911) ?, graf im Ammergau, enterré à Ammergau ;
- Conrad († 876), comte d'Auxerre, aide Charles II "le Chauve" roi des Francs de l'Ouest après l'invasion par Ludwig II "der Deutsche" roi des Francs de l'Est. Il tombe en disgrâce en 861 et se met subséquemment au service de l'empereur Lothaire. L'empereur Louis lui donne les territoires de Genève, Lausanne et Sion. Il est fait marquis de Transjurane en décembre 864 après qu'il a tué le comte Hubert (Bosonide)[2] ;
- Hugues l'Abbé[2] ;
- Rudolf[2] ;
- peut-être Judith ?, épouse de Udo graf im Lahngau (860/879), fils de Gebhard graf im Niederlahngau et de sa femme[2] ;
- peut-être Emma ? On a longtemps pensé que leur mère Adélaïde s'était remariée à Robert le Fort. Mais des études récentes laissent penser que la femme de Robert le Fort était plutôt Emma, une fille de Conrad et d'Adélaïde, donc une sœur d'Hugues l'Abbé[8].

Son père est comte de Paris, son oncle paternel Rudolf comte de Sens et abbé de Saint-Riquier et de Jumièges.

Tous deux sont frères de Judith († 843), qui devient impératrice en devenant la seconde épouse de l'empereur d'Occident Louis le Pieux en février 819, et mère de Charles le Chauve cousin germain de Hugues l'Abbé, futur roi de Francie occidentale (843-877) et empereur d'Occident en 875.